# Rosia (Sovicille)
Rosia is een plaats (frazione) in de Italiaanse gemeente Sovicille.

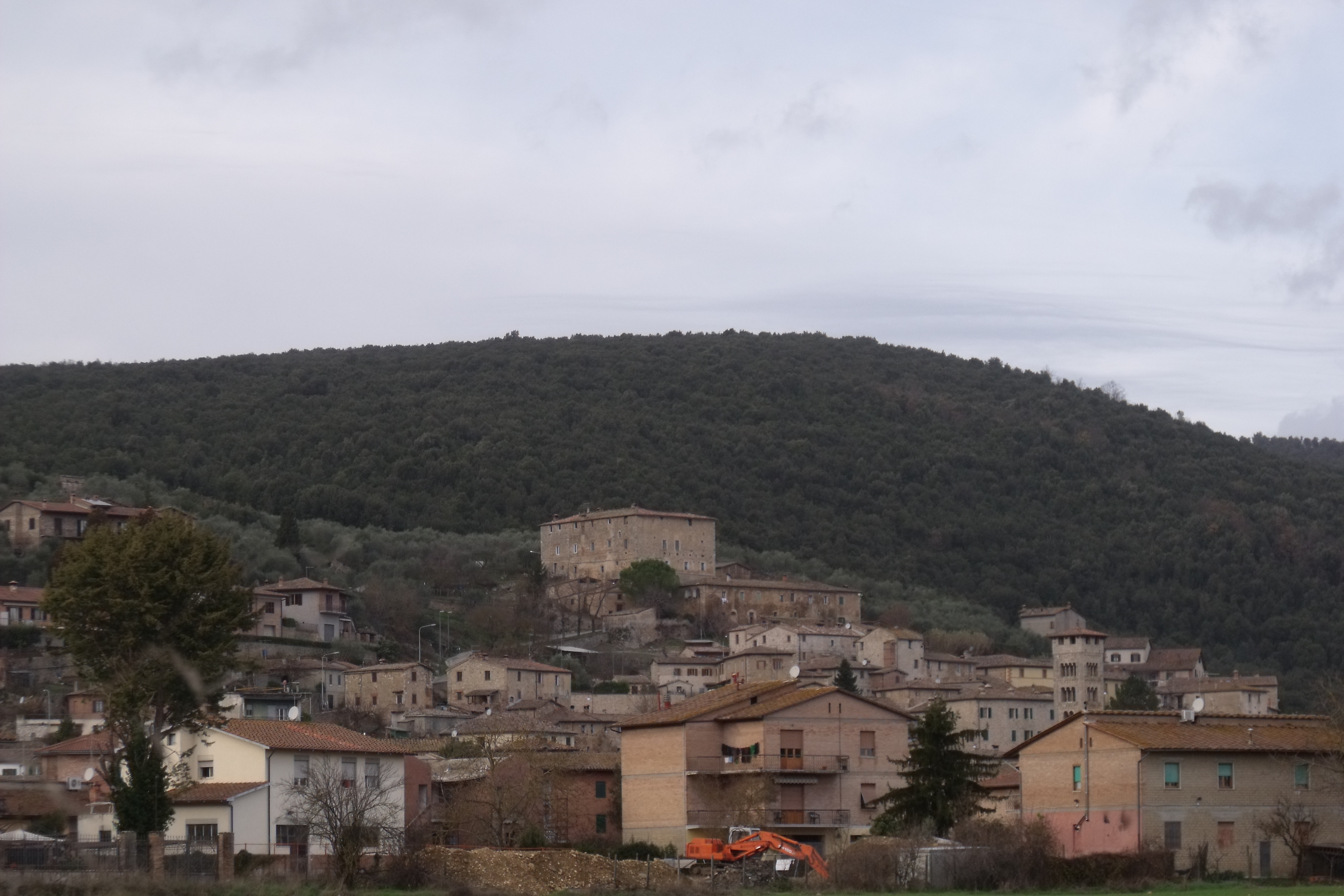
Rosia
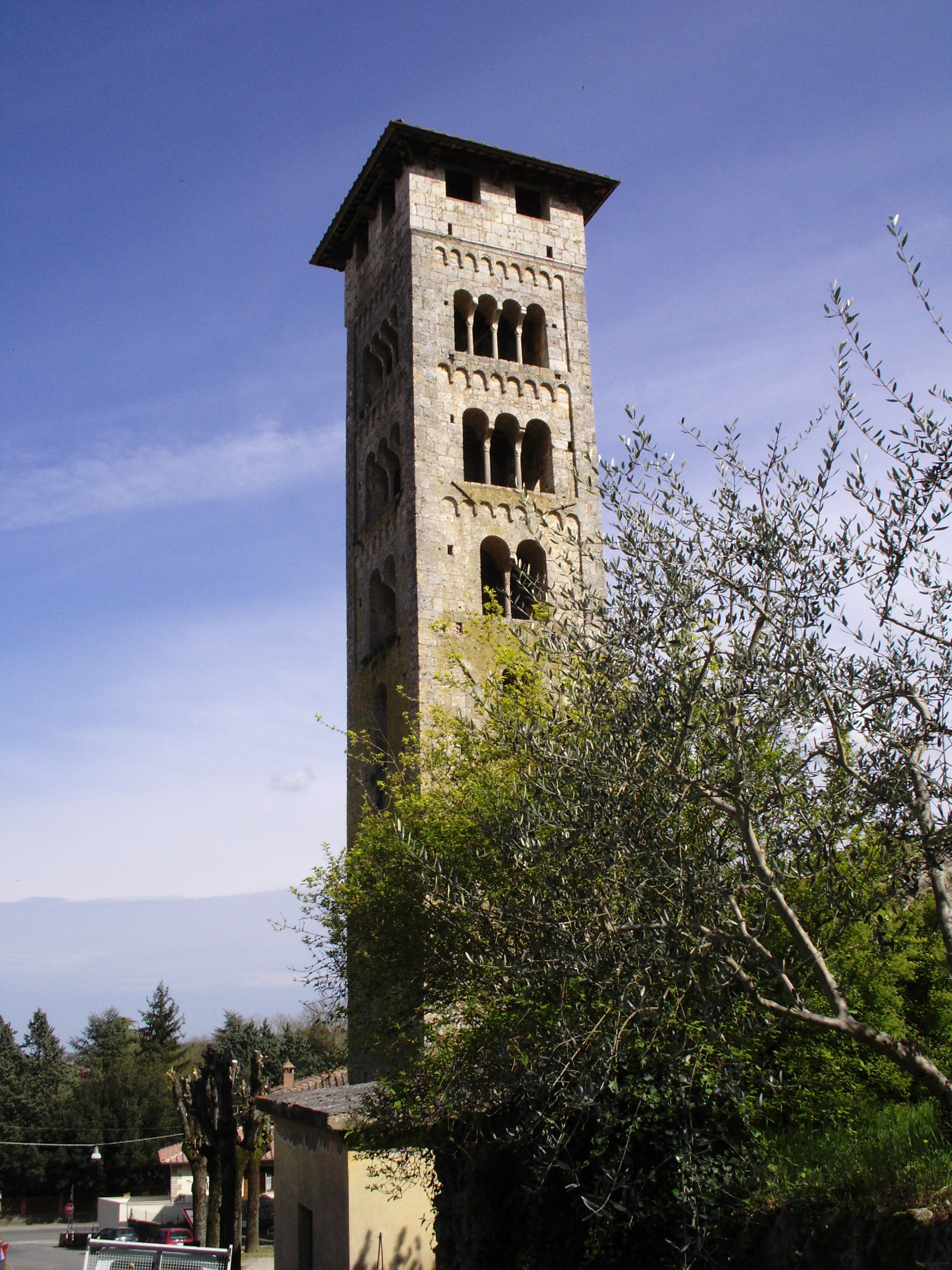
Kerk van San Giovanni Battista